# ويم فان تيل
ويم فـان تيل (بالهولندية: Wim van Til)‏ هو لاعب كرة قدم هولندي في مركز الوسط، ولد في 24 سبتمبر 1953 في روتردام في هولندا. شارك مع منتخب هولندا لكرة القدم. أما مع النوادي، فقد لعب مع فاينورد ونادي إكسلسيور ونادي دوردريخت وهيراكليس ألميلو.